# Crocodile Dundee II
Crocodile Dundee II ist eine US-amerikanisch-australische Filmkomödie vom Regisseur John Cornell aus dem Jahr 1988. Die Hauptrollen spielten Paul Hogan und Linda Kozlowski.
Der Film ist eine Fortsetzung des Films Crocodile Dundee – Ein Krokodil zum Küssen (1986). Der Nachfolgefilm ist Crocodile Dundee in Los Angeles (2001).

## Handlung
Mick Dundee, der Krokodiljäger aus dem Urwald Australiens, findet sich im Großstadtdschungel Manhattans immer besser zurecht. Er angelt mit Dynamit, redet auf einem Fenstersims im 23. Stockwerk einem Lebensmüden seinen Selbstmord aus, tötet Schlangen bei Macy’s oder kitzelt Drogendealer mit dem Messer. Dennoch ist es nicht zu übersehen, dass er die Heimat vermisst. Aber sehr schnell bekommt er die Gelegenheit, in sein Land zurückzukehren: Bob Tanner, Ex-Ehemann seiner Freundin Sue, hatte in Kolumbien den Drogenboss Rico bei einem Mord fotografiert und Sue den Film mit der Post zugeschickt, ehe er von den Drogenbossen aufgespürt und getötet wurde. Sue wird in New York von Rico und seiner Bande entführt, die so den Film erpressen wollen. Doch Mick organisiert mit seinem Freund Leroy die Befreiung von Sue aus Ricos Villa. Das Paar flüchtet in den australischen Busch, wo es sich auf Micks Land versteckt, verfolgt von den Drogenhändlern. Micks Freunde und auch Tiere helfen ihm, einen Gangster nach dem anderen zu fassen. Zuletzt gelingt es Mick durch einen waghalsigen Trick, Rico und seinen ersten Gefolgsmann auszuschalten.

## Kritik
„Abenteuerkomödie, die sich im zweiten Teil zu einer liebenswerten und amüsanten Kinounterhaltung entwickelt, dabei die Leichtigkeit des Vorgängerfilms jedoch vermissen läßt.“

## Hintergrund
Der Film spielte weltweit fast 240 Millionen US-Dollar ein.

## Auszeichnungen
Peter Best wurde für seine Musik für den BMI Film Music Award nominiert. 1988 wurde der Film mit der Goldenen Leinwand ausgezeichnet.
Die Deutsche Film und Medienbewertung FBW in Wiesbaden verlieh dem Film das Prädikat „wertvoll“.